# پیاتالوفو
شهر پیاتالوفو (به روسی: Пыталово) در کشور روسیه و در اوبلاست پسکوف واقع شده‌است.